# 黃煒 (阮朝)
黃煒（越南语：／，？—？），越南阮朝举人、官员。

## 生平
黃仲臺是廣平省豐祿縣文羅社人。
嗣德十七年（1864年）在承天場中甲子科舉人。曾領廣南巡撫。後曾任協辦大學士、禮部尚書。

## 家庭
- 子黃仲臺，副榜[2][3]